# 松尾靖秋
松尾 靖秋（まつお やすあき、1915年8月29日 - 2007年2月12日）は、日本の国文学者。工学院大学名誉教授。
愛媛県生まれ。早稲田大学文学部国文科卒業。工学院大学教授、1986年定年退任、名誉教授、富士フェニックス短期大学教授。近世俳諧を専門とした。
1987年、勲四等瑞宝章を受章。2007年2月12日、心不全のため死去。

## 著書
- 『奧の細道精解 文法詳解』加藤中道館 1953
- 『近世俳文評釈』文雅堂書店 1954
- 『奥の細道 解釈と評論』開文社 国文解釈評論叢書 1956
- 『近世俳人』南雲堂桜楓社 俳句シリーズ 人と作品 1962
- 『近世の文学 芭蕉・西鶴・秋成』文化書房 1963
- 『国文学紀行 ヨーロッパにおける日本文学研究』東出版 1968
- 『芭蕉論攷』桜楓社 1970
- 『おくのほそ道全講』加藤中道館 1974
- 『原稿用紙の知識と使い方』南雲堂 1981

### 共編著
- 『ことばとうたとものがたり』天沼寧共著 目黒書店 1949
- 『国語表記辞典』高木博、天沼寧共編 冨山房 1950
- 『奥の細道』編 朝日新聞社 アサヒ写真ブック 1957
- 『芭蕉と旅』阿部喜三男、高岡松雄共著 社会思想社 現代教養文庫 1973
- 『入試によくでる現代国語 99%の問題ここにあり』編著 南雲堂 1976
- 『俳句辞典 近世』編 桜楓社 1977
- 『芭蕉事典』松尾勝郎ほか共編 春秋社 1978
- 『俳句辞典鑑賞』堀切実、楠本憲吉、伊吹一共編 桜楓社 1981
- 『近世文学論攷 研究と資料』編 桜楓社 1985
- 『蕪村事典』田中善信、村松友次、谷地快一共編 桜楓社 1990
- 『一茶事典』金子兜太、矢羽勝幸共編 おうふう1995

### 訳・校注
- 『椿説弓張月』滝沢馬琴原作 福村書店 少年少女のための国民文学 1961
- 『古典俳文学大系 14 中興俳論俳文集』清水孝之共校注 集英社 1971
- 『日本古典文学全集 42 近世俳文集』丸山一彦共校注・訳 小学館 1972
- 『俳諧七部集』萩原蘿月校註 松尾補訂 朝日新聞社 日本古典全書 1973